# Freestyle vid olympiska vinterspelen

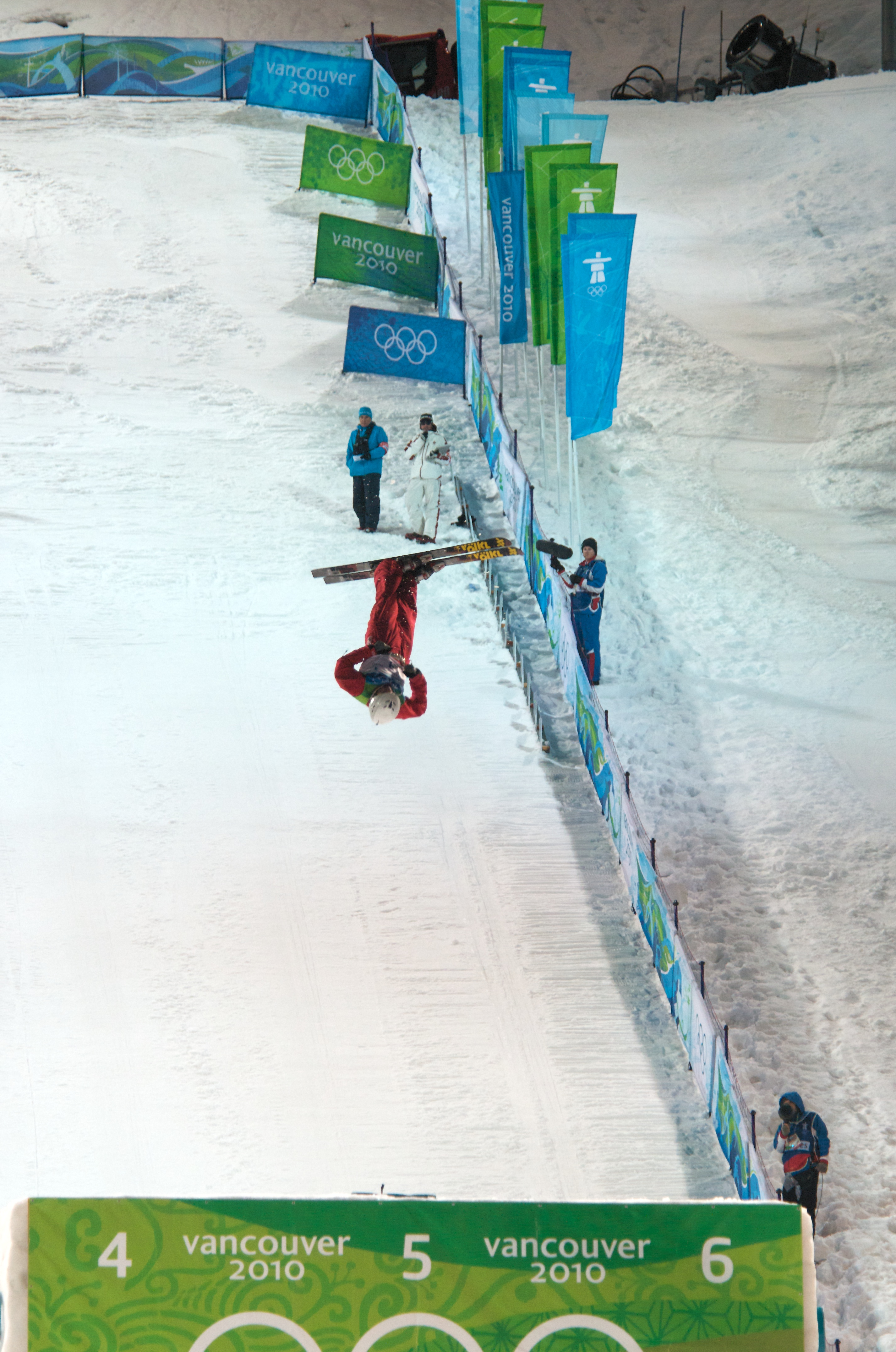
En av finalisterna i herrarnas hopp vid spelen i Vancouver 2010.

Freestyle har varit en olympisk medaljsport sedan olympiska vinterspelen 1992 i Albertville.
Första gången freestyle var med i olympiska vinterspelen var som demonstrationssport vid olympiska vinterspelen 1988 med grenarna puckelpist, hopp och acroski. Vid olympiska vinterspelen 1992 blev puckelpist en medaljgren medan de övriga två fortsatte vara demonstrationsgrenar och vid olympiska vinterspelen 1994 i Lillehammer blev hopp en medaljsport medan acroski slopades. Till olympiska vinterspelen 2010 i Vancouver ökades programmet med skicross och i Sotji 2014 kom slopestyle och halfpipe med i programmet för första gången.

## Grenar
• = Medaljgren , (d) = Demonstrationsgren
| Gren                 | 1988 | 1992 | 1994 | 1998 | 2002 | 2006 | 2010 | 2014 | 2018 |
| -------------------- | ---- | ---- | ---- | ---- | ---- | ---- | ---- | ---- | ---- |
| Damernas acroski     | (d)  | (d)  |      |      |      |      |      |      |      |
| Damernas halfpipe    |      |      |      |      |      |      |      | •    | •    |
| Damernas hopp        | (d)  | (d)  | •    | •    | •    | •    | •    | •    | •    |
| Damernas puckelpist  | (d)  | •    | •    | •    | •    | •    | •    | •    | •    |
| Damernas skicross    |      |      |      |      |      |      | •    | •    | •    |
| Damernas slopestyle  |      |      |      |      |      |      |      | •    | •    |
| Herrarnas acroski    | (d)  | (d)  |      |      |      |      |      |      |      |
| Herrarnas halfpipe   |      |      |      |      |      |      |      | •    | •    |
| Herrarnas hopp       | (d)  | (d)  | •    | •    | •    | •    | •    | •    | •    |
| Herrarnas puckelpist | (d)  | •    | •    | •    | •    | •    | •    | •    | •    |
| Herrarnas skicross   |      |      |      |      |      |      | •    | •    | •    |
| Herrarnas slopestyle |      |      |      |      |      |      |      | •    | •    |

## Medaljfördelning
| Pl.    | Nation                            | Guld | Silver | Brons | Totalt |
| ------ | --------------------------------- | ---- | ------ | ----- | ------ |
| 1      | Kanada                            | 12   | 9      | 4     | 25     |
| 2      | USA                               | 9    | 9      | 7     | 25     |
| 3      | Schweiz                           | 4    | 2      | 2     | 8      |
| 4      | Belarus                           | 4    | 1      | 2     | 7      |
| 5      | Frankrike                         | 3    | 5      | 6     | 14     |
| 6      | Australien                        | 3    | 3      | 2     | 8      |
| 7      | Norge                             | 3    | 2      | 4     | 9      |
| 8      | Kina                              | 1    | 6      | 4     | 11     |
| 9      | Finland                           | 1    | 2      | 1     | 4      |
| 10     | Japan                             | 1    | 0      | 3     | 4      |
| 11     | Tjeckien                          | 1    | 0      | 0     | 1      |
| 11     | Ukraina                           | 1    | 0      | 0     | 1      |
| 11     | Uzbekistan                        | 1    | 0      | 0     | 1      |
| 14     | Ryssland                          | 0    | 1      | 3     | 4      |
| 15     | Sverige                           | 0    | 1      | 1     | 2      |
| 16     | OSS                               | 0    | 1      | 0     | 1      |
| 16     | Tyskland                          | 0    | 1      | 0     | 1      |
| 16     | Österrike                         | 0    | 1      | 0     | 1      |
| 19     | Olympiska idrottare från Ryssland | 0    | 0      | 2     | 2      |
| 20     | Kazakstan                         | 0    | 0      | 1     | 1      |
| 20     | Nya Zeeland                       | 0    | 0      | 1     | 1      |
| 20     | Storbritannien                    | 0    | 0      | 1     | 1      |
| Totalt | Totalt                            | 44   | 44     | 44    | 132    |